# Pelota basca

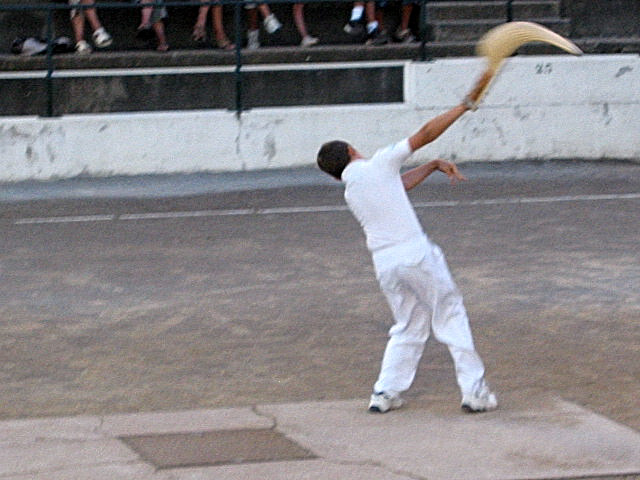
Jogador em ação durante uma partida de pelota basca

A pelota basca  é um esporte jogado com uma bola que é batida com a mão, uma raquete, um bastão de madeira ou uma cesta, contra uma parede  ou, mais tradicionalmente, entre duas equipes frente a frente separadas por uma linha no chão ou por uma rede.
Surgiu na Idade Média na região do País Basco e Navarra (norte da Espanha e sudoeste da França). É praticado também na Espanha em La Rioja e outras comunidades autônomas, e em menor escala em Castela e Leão e Aragão. Comunidades bascas emigradas para as Américas estenderam o esporte para a Argentina, Estados Unidos, Chile, Cuba, México, Uruguai e Venezuela. Hoje a pelota basca é praticada em vários países como Brasil, Bélgica, Itália, Togo, Guiné-Conacri, Polônia, França, Espanha, Cuba, Venezuela, Costa Rica, México, Colômbia, Honduras, Portugal, etc.
A pelota basca foi um esporte olímpico nos Jogos de 1900 em Paris e esporte de demonstração (não vale medalha) nos Jogos Olímpicos de 1968 e 1992.
O público podia fazer apostas nas equipas que estão a competir - o que levou o jogo a ser proibido no Brasil em 1941, numa época em que o desporto ganhava cada vez mais adeptos, mas que volta a ser praticado em São Paulo.

## Portugal
Em Portugal, historicamente, era jogada na zona raiana da fronteira com Espanha por influência da região de Castela; a modalidade praticada era de 3 contra 3 em mão nua. Hoje na vertente tradicional ainda é jogada em algumas festividades, como é o caso de Freixo de Espada à Cinta. A Associação Portuguesa  de Pelota Basca esteve representada pela primeira vez num mundial no México na disciplina de Frontball(Mão) pelo Pelotari, André Pagaime da AMBN Moita. Hoje a modalidade de mão é a única jogada em terras Portuguesas, porém existem alguns imigrantes Portugueses a jogar com ferramentas.

## Modalidades
- Pelota a mão nude: É quando a pelota é jogada com as mãos.
- Pelota com raquetes: Existam 4 variedades com raquetes de madeira que se chamam de paleta: paleta goma cheia, paleta goma vazia, paleta couro, e pala corta. E uma modalidade de jogo com uma raquete de tênis que se chama: Frontênis
- Pelota com cestas: (cesta-ponta, joko garbi) O atleta amarra no braço uma haste com até sessenta centímetros de comprimento. Ela tem em sua extremidade uma espécie de cesta de vime, em forma de concha, de onde a bola de couro é apanhada e arremessada. Essa modalidade é bastante difundida em Miami, nos Estados Unidos, graças a sua rapidez, perícia e as apostas que circulam a cada partida.

Em todas as modalidades as regras são as mesmas. Os jogadores ou duplas têm de atirar a pelota contra um frontão, duas paredes que formam um ângulo de noventa graus, acima de uma linha que varia entre noventa centímetros e um metro de altura. Ao voltar, a pelota só pode tocar no solo uma vez. A contagem vai até 12 pontos.